# David Grisman

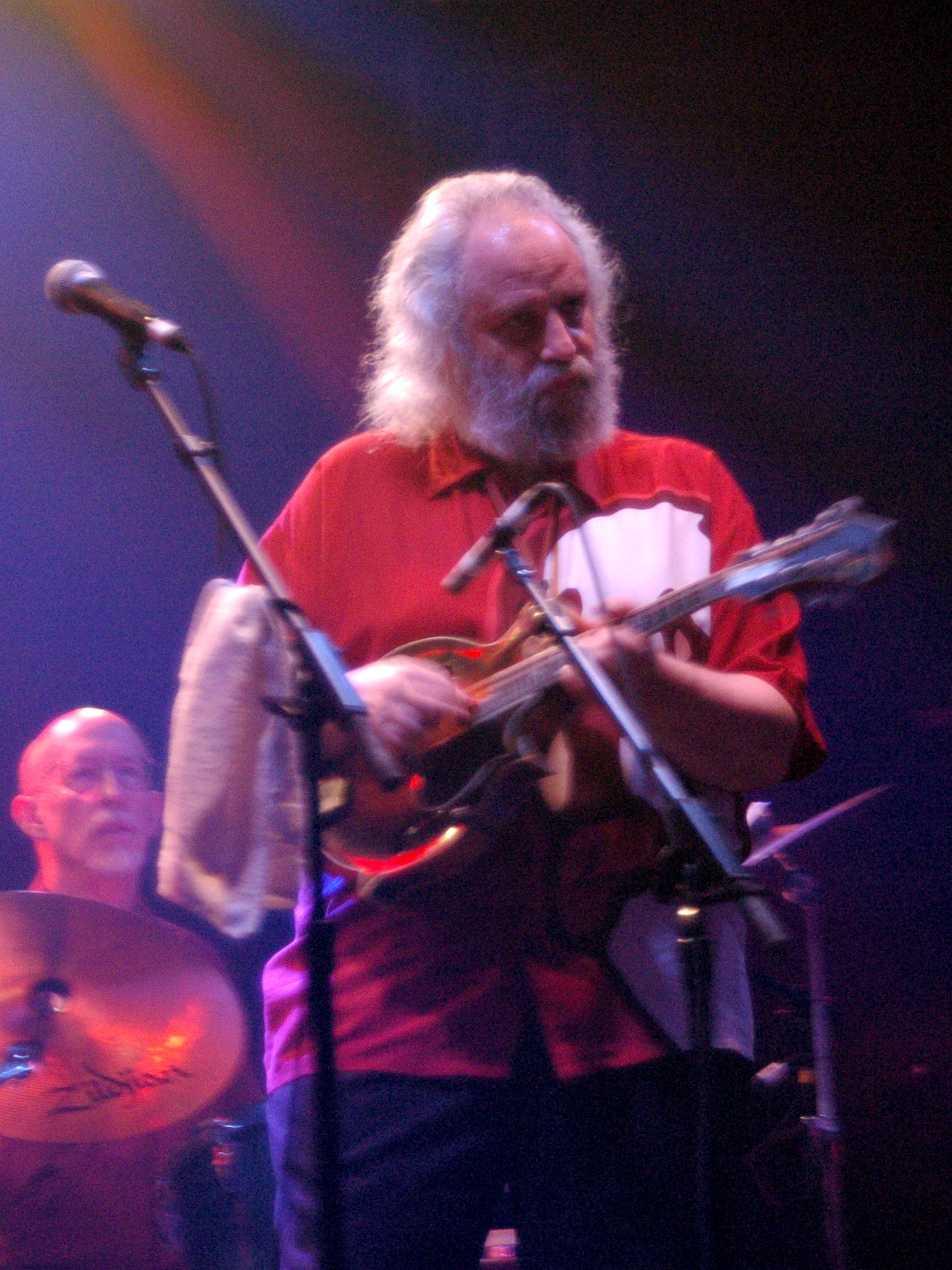
David Grisman, 2019

David Grisman (* 23. März 1945 in Hackensack, New Jersey) ist ein US-amerikanischer Mandolinespieler und Komponist.

## Leben und Werk
Grisman, 1945 in Hackensack, New Jersey geboren, wuchs in einer konservativen jüdischen Familie auf. Sein Vater war ein professioneller Posaunist und förderte die musikalische Begabung seines Sohnes früh. Im Alter von sieben Jahren begann David mit dem Klavierunterricht. In den frühen 1950er Jahren, hörte Grisman die Anfänge des Rock ’n’ Roll und wurde von Popmusik und anderen Musikstilen beeinflusst. Nach dem Tod seines Vaters, als David zehn Jahre alt war, wechselte er vom Klavier zu anderen Instrumenten. Als er über 14 war, nahm er das Klavierspiel jedoch wieder auf, entdeckte den Jazz, die Bluegrass-Musik und die heimische Country-Musik durch das Kingston Trio, eine Gruppe, die bei der ländlichen Bevölkerung durch das amerikanische Folk Revival beliebt wurde.
Grisman und drei Freunde aus seiner Schule trafen dann den Volkskundler und Musiker Ralph Rinzler in Passaic, New Jersey, und wurden stark durch dessen umfangreiches Wissen über die traditionelle Musik beeinflusst. Während dieser Zeit lebten in Greenwich Village in New York City bereits viele Folkmusiker, und Grisman beschloss, Berufsmusiker zu werden.
Im Jahr 1963 spielte Grisman in der selbst gegründeten Dozen Jug Band und nahm sein erstes Album für Elektra Records auf. 1967 spielte er in einer psychedelischen Rockband namens Earth Opera mit dem Musiker Peter Rowan. 1973 gründete er gemeinsam mit Peter Rowan, Vassar Clements, Jerry García und John Kahn die Bluegrass-Gruppe Old and in the Way. 1974 war Grisman auch in einer weiteren Band namens The Great American Music Band aktiv.
Im Jahr 1974 begann David Grisman auch damit, Musik für Filme zu komponieren, nachdem Regisseure und Produzenten auf seinen eigenständigen Musikstil aufmerksam geworden waren. Seinen ersten Soundtrack schuf er für den Regisseur Steve Carver. Er schrieb die Musik zu dem Schmugglerfilm Liebe böse Mama (Big Bad Mama). 1975 folgte der Gangsterfilm Capone.
Ein Jahr darauf spielte er die Musik zu einem weiteren Actionfilm, Friß meinen Staub (Eat My Dust). 1978 komponierte er die Filmmusik zur Literaturverfilmung König der Zigeuner (King of the Gypsies).
1975 gründete er das Dave Grisman Quartett (DGQ), das später zum David Grisman Quintet erweitert wurde. Das gleichnamige Debütalbum des Quintetts erschien 1977. Auf dem Album David Grisman – Quintet '80 (Mark O’Connor – Gitarre, Violine; Darol Anger – Violine, Cello; Mike Marshall – Gitarre, Mandoline, Gesang; Rob Wasserman – Bass; David Grisman – Mandoline, Gesang) findet sich die Coverversion eines der bekanntesten Titel von John Coltrane, Naima.
Anfang der 1990er Jahre erfolgten mehrere CD-Aufnahmen mit dem früheren Grateful-Dead-Bandleader Jerry García, wobei die Dokumentation Grateful Dawg entstand. Grismans Stilmix von Bluegrass, Swing und Jazz präsentiert er auf dem Label Acoustic Disc als Dawg music.

## Diskographie (Auswahl)
- Mark O’Connor, Darol Anger, Mike Marshall, Rob Wasserman, David Grisman: David Grisman – Quintet '80. Warner Brothers Records (1980)
- Stephane Grappelli and David Grisman live. 1994
- Jerry Garcia, David Grisman, acoustic disc 1991
- Jerry Garcia, David Grisman: Not for Kids Only, acoustic disc 1993
- Jerry Garcia, David Grisman: Shady Grove. acoustic disc 1996
- Jerry Garcia, David Grisman: So What. acoustic disc 1998
- Jerry Garcia, David Grisman, Tony Rice: The Pizza Tapes. acoustic disc 2000
- David Grisman, Tony Rice: Tone Poems. acoustic disc 1994
- Mike Auldrife, Bob Brozman, David Grisman: Tone Poems III. The Sound of great slide and resophonic instruments. acoustic disc 2000
- Jerry Garcia, David Grisman: Grateful Dawg (DVD)

## Filmografie
- 1974: Liebe böse Mama (Big Bad Mama)
- 1975: Capone
- 1976: Friß meinen Staub (Eat My Dust)
- 1978: König der Zigeuner (King of the Gypsies)